# کاپیلا (سرژیپه)
کاپیلا (به پرتغالی: Capela) یک منطقهٔ مسکونی در برزیل است که در سرژیپه واقع شده‌است. کاپیلا ۴۴۱ کیلومتر مربع مساحت و ۳۴٬۵۱۴ نفر جمعیت دارد.